# Karina Yapor
Karina Alejandra Yapor Gómez (Chihuahua, 29 de septiembre de 1982), más conocida como Karina Yapor, es una presentadora de noticias mexicana, formó parte de la cadena Univision durante 7 años en los Estados Unidos.
Originaria de Chihuahua,  Yapor también es conocida por haber participado como parte del grupo musical de Gloria Trevi, con sólo 12 años de edad, y durante 5 años consecutivos bajo el mando del productor y director Sergio Andrade.Yapor posteriormente acusaría a Trevi y Andrade por corrupción de menores.

## Vida personal
Inició en el mundo del espectáculo luego del escándalo del Clan Trevi-Andrade y la publicación de su libro Revelaciones en donde describió todos los actos de violencia a los que fue sometida por Sergio Andrade quien también tuvo como víctima a  otras jóvenes.
En el año 2005, Karina Yapor se casó por el civil con su entonces pareja Aarón Duarte quien luego protagonizó un capítulo de violencia en contra de su esposa.
Karina Yapor tuvo 5 hijos de los cuales sólo el mayor es conocido de manera pública, de nombre Francisco Ariel es hijo de Sergio Andrade,  Yapor ha protegido la identidad de sus cuatro hijos menores como una medida de protección.
En 2023,  Yapor fue personificada bajo el nombre de Heidi Ramírez en la bioserie Gloria Trevi: ellas soy yo donde se refleja  la denuncia realizada por sus padres y su acercamiento con Gloria Trevi.

## Trayectoria
En 1995 tuvo su primera participación en la película Una papa sin catsup a lado de Gloria Trevi y trabajando bajo las órdenes de Sergio Andrade. Su primer acercamiento en el mundo de la información fue como productora de televisión y áreas de noticias, así como de Journalist durante el 2007 en Estados Unidos, tiempo después como productora de noticias formó parte del lanzamiento del primer noticiero de Telemundo en El Paso Texas, en el año 2010.
A inicios de 2014  Yapor inició como presentadora en el área de noticias de Univision para Estados Unidos, primero en el horario matutino de Univision Dallas y por más de siete años estuvo al frente del noticiero Univision 45.
Posteriormente, en mayo de 2022, se unió al equipo de noticias de VOZ Media, con el propósito de «reconectar a la comunidad hispana con sus valores conservadores de fe, familia y gratitud» por Estados Unidos, donde conduce el espacio VOZ News.
En octubre de 2024 lanzó su podcast Fierce Talks.

## Caso Clan Trevi-Andrade
Yapor conoció a Trevi en un concierto en Chihuahua, allí la cantante subió a la joven al escenario, posteriormente contactó a la familia de Karina, a quien le fue otorgada una beca de la academia de música de Andrade, quien abusó de ella aprovechando la cercanía que le permitía el formato de "academia" con el cual encubría sus delitos contra menores.
En 1999 los padres de  Yapor Gómez interpusieron una denuncia por secuestro y corrupción de menores contra  Sergio Andrade, Gloria Trevi y Mary Boquitas ante la Procuraduría del Estado de Chihuahua luego de que la menor de edad no tuviera comunicación durante un año con sus padres y de que un niño identificado como hijo de Karina fuese reportado en una institución  que algunas versiones refieren como orfanato y otras hospital, en Madrid, España, después de una llamada telefónica que la institución hizo a casa de los padres informando sobre la situación del hijo de la menor de edad, la Interpol hizo su búsqueda hasta detener a los denunciados que fueron Sergio Andrade, Gloria Trevi y Mary Boquitas en un edificio ubicado en Río de Janeiro, Brasil el 13 de enero de 2000.

## Revelaciones
A pesar de todo el escándalo del Caso Clan Trevi-Andrade y siguiendo los pasos de Aline Hernández con su libro La Gloria por el infierno, el 1.° de abril de 2001, con apenas 18 años de edad, Karina lanzó su libro llamado Revelaciones en el cual Yapor menciona todo tipo de castigos que imponía Andrade a las chicas del Clan, también  menciona el sufrimiento y dolor que vivió Karina Yapor con Andrade.
El libro de la Editorial Grijalbo  logró vender más de 30,000 ejemplares agotados inmediatamente, llegando a vender 100,000 ejemplares, con una recaudación de 6 millones de pesos, el libro fue presentado de manera pública y  Yapor aclaró algunas cosas del libro y del Clan Trevi-Andrade como la muerte de Ana Dalay, mencionando que fue la misma Gloria Trevi quien asfixió a su hija cuando le colocó varias sábanas encima y su retiro de los escenarios durante su último concierto en el Auditorio Nacional, en marzo de 1996, luego del supuesto cáncer que Sergio Andrade padecía.